# Gaëlle Mys
Gaëlle Mys (Gent, 16 november 1991) is een Belgisch voormalig gymnaste.

## Levensloop
Ze was de eerste Belgische turnster die aan drie Olympische Spelen heeft deelgenomen. Mys blonk vooral uit op de balk. Ze studeerde interieurarchitectuur tijdens haar turncarrière.
Bij de senioren werd ze Belgisch kampioen in 2007 en 2008. Als juniore won ze in 2006 de bronzen medaille op de grondoefening. In 2008 behaalde ze de finale in de bekerwedstrijd in Barcelona, ze turnde vijf honderdsten meer punten bijeen dan Aagje Vanwalleghem waardoor ze zich wist te plaatsen voor de Olympische Spelen in Peking. Hier maakte de jonge Gentse turnster amper fouten in haar vier oefeningen en turnde een persoonlijk record van 57,150 punten bij elkaar, waardoor ze een plaats verzilverde in de allroundfinale.
In 2012 staat Mys als eerste reserve voor de Spelen in Londen. Door een knieblessure bij Julie Croket wordt ze opgeroepen om haar land te verdedigen. Op deze Spelen eindigde ze op de zesentwintigste plaats en werd ze tweede reserve voor de allroundfinale.
In 2016 wist Mys zich als lid van het Belgisch vrouwenteam gymnastiek ook te kwalificeren voor het meerkampteam bij de vrouwen op de Olympische Spelen in Rio. Het team behaalde de finale niet en strandde in de kwalificatie op de twaalfde plaats. Ze maakte hiermee deel uit van het eerste damesteam in artistieke gymnastiek sinds Londen 1948.
In 2017 nam ze als Young Ambassador voor Team Belgium jonge talenten op sleeptouw tijdens het European Youth Olympic Festival in Györ (Hongarije).
In 2018 werd ze ingelijfd in Cirque du Soleil waar ze de rol als amazone in 'Amaluna' vertolkt.
Mys heeft in 2020 aangegeven het slachtoffer te zijn geweest van grensoverschrijdend gedrag in de turnwereld. Dit was voor haar de reden om te stoppen met haar sportcarrière.
In 2021 fietste Mys de Mont Ventoux op via Bédoin samen met John Van Landschoot (chef kok en coureur), Thaisa Timmerman (CEO van Keerpunt Coaching) en Mattias De Coster (architect en partner van Mys). Ze deed dit in 2u19min. Op de top had de ex-olympiër nog wat energie over om een legendarische handenstand uit te voeren tegen het bord dat Sommet Mont Ventoux aangeeft.

## Palmares
| Wedstrijd                                              | Totaal | Totaal | Onderdeel | Onderdeel | Onderdeel | Onderdeel |
|                                                        | Indiv. | Team   | Sprong    | Balk      | Brug      | Vloer     |
| ------------------------------------------------------ | ------ | ------ | --------- | --------- | --------- | --------- |
| Interland België-Nederland 2001                        |        | Goud   |           |           |           |           |
| Internationale jongerenwedstrijd Gent 2002             | Goud   |        |           |           |           |           |
| Vlaamse kampioenschappen miniemen A 2003               | Goud   |        |           |           |           |           |
| Belgisch kampioenschap miniemen A 2003                 | Goud   |        |           |           |           |           |
| GymFed-interclub jongeren A/B 2003                     | Goud   |        |           |           |           |           |
| Open Luxemburgs Kampioenschap 2003                     | 10     |        |           |           |           |           |
| Eric Champagne Trofee Arques - Jeugd 2003              | 5      |        |           |           |           |           |
| Uni & Harald-trofee junioren 2004                      | Zilver |        | Goud      | Goud      | Zilver    | Zilver    |
| Stella Zakharova-beker junioren 2004                   | 32     | 6      |           |           |           |           |
| Interland België-Nederland 2004                        | 4      | Goud   |           |           |           |           |
| Europese kampioenschappen junioren 2004                |        | 14     |           |           |           |           |
| Vlaamse kampioenschappen junioren A 2004               | Goud   |        |           |           |           |           |
| Belgische kampioenschappen junioren A 2004             | Goud   |        |           |           |           |           |
| Wase Gym-beker 2004                                    | Brons  | Zilver |           |           |           |           |
| Siska International 2004                               | 6      |        | 7         | 4         |           | 4         |
| Open Massilia Gymbeker 2004                            |        | Brons  |           |           |           |           |
| Gymnix International junioren 2005                     | 11     |        | Zilver    |           |           |           |
| Stella Zakharova-beker junioren 2005                   | Goud   |        |           | Zilver    |           |           |
| Jeugdinterland Duitsland-Nederland-België-Rusland 2005 | 7      | Brons  |           |           |           |           |
| Belgische kampioenschappen junioren 2005               | Zilver |        |           |           |           |           |
| Internationaal toernooi Lugano 2005                    | Zilver | Brons  |           |           |           |           |
| Europese Jeugd-Olympisch Festival 2005                 | 9      | 9      | 7         |           |           | 8         |
| Open Massilia Gymbeker 2005                            | Zilver | 6      |           |           |           |           |
| Wase Gym-beker 2005                                    |        | Zilver |           |           |           |           |
| Europese kampioenschappen 2006                         | 6      | 9      | 7         | 6         |           | Brons     |
| Belgische kampioenschappen junioren 2006               | Goud   |        |           |           |           |           |
| WOGA Classic 2007                                      | 17     |        | Zilver    |           |           |           |
| Europese kampioenschappen 2007                         | 16     |        |           |           |           |           |
| Wereldbeker 2007                                       |        |        |           |           |           | 6         |
| Belgische kampioenschappen senioren 2007               | Goud   |        |           |           |           |           |
| Interland Frankrijk-Spanje-Nederland-België 2007       | 6      | 4      |           |           |           |           |
| Israël Open 2007                                       | Goud   |        |           |           |           |           |
| Wereldkampioenschappen 2007                            | 68     |        |           |           |           |           |
| Wereldbeker 2008                                       |        |        |           | 7         |           | 7         |
| Vlaamse kampioenschappen senioren A 2008               | Goud   |        |           |           |           |           |
| Olympische Zomerspelen 2008                            | 24     |        |           |           |           |           |
| Belgisch kampioenschap 2009                            |        | Zilver |           |           |           |           |
| Wereldkampioenschappen turnen 2010                     |        | 15     |           |           |           |           |
| Challenger Cup Gent 2011                               |        |        |           | 13        |           | 13        |
| Wereldkampioenschappen turnen 2011                     | 75     | 16     |           |           |           |           |
| Challenger Cup Doha 2011                               |        |        |           | Brons     | 7         | 5         |
| EK 2012                                                |        | 6      |           |           |           |           |
| Belgisch kampioenschap 2012                            | Zilver |        |           |           |           |           |
| Challenger Cup Gent 2012                               |        |        |           | 4         | 14        |           |
| WK 2013                                                | 18     |        |           | 19        | 38        | 24        |
| Olympische Zomerspelen 2012                            | 26     |        |           |           |           |           |
| Belgisch kampioenschap 2013                            | Goud   |        |           |           |           |           |
| EK 2014                                                | 11     | 7      |           |           |           |           |
| Olympische Zomerspelen 2016                            |        | 12     |           |           |           |           |